# Liste des monuments historiques protégés en 1865
Cet article recense les monuments historiques français classés en 1865.

## Protections
| Édifice           | Commune   | Département     | Région                     | Protection | Base Mérimée                         | Coordonnées                      | Image |
| ----------------- | --------- | --------------- | -------------------------- | ---------- | ------------------------------------ | -------------------------------- | ----- |
| Trophée des Alpes | La Turbie | Alpes-Maritimes | Provence-Alpes-Côte d'Azur | classé     | « PA00080897 », notice no PA00080897 | 43° 44′ 43″ nord, 7° 23′ 53″ est |       |